# Kirche (Krummhardt)

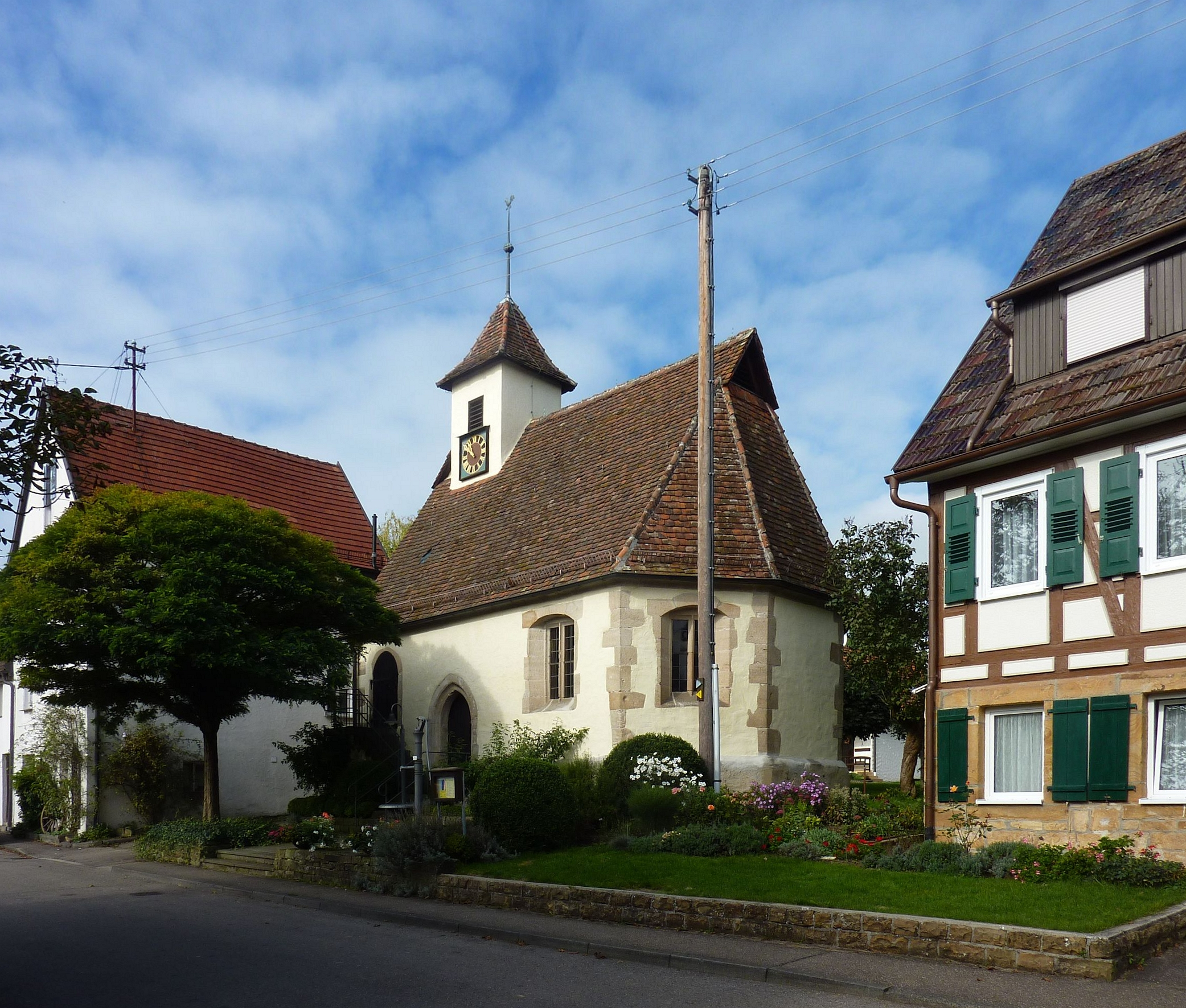
Die Krummhardter Kirche

Die Kirche im Weiler Krummhardt, Aichwald, Landkreis Esslingen, ist ein mittelalterliches Gotteshaus, das im Stil des Bauernbarock ausgestaltet ist.

## Geschichte und Ausstattung
Die heutige Kirche wurde wahrscheinlich im späten 15. Jahrhundert gebaut; das älteste datierte Ausstattungsstück ist eine der beiden Glocken im Dachreiter. Sie wurde laut Inschrift im Jahr 1487 gegossen. Ob es einen Vorgängerbau zu der Kirche gab, ist unbekannt.
Die erste urkundliche Erwähnung Krummhardts fand am 26. September 1399 statt, 1442 gehörte der Ort mitsamt seinem Burgstall den Herren von Stetten und 1450 brannte er komplett nieder. In den nachfolgenden Jahrzehnten wurde Krummhardt wieder aufgebaut. 1483 findet sich die Erwähnung einer „neuen Kapelle des Weilers Krumenhardt, der zur Gemeinde Schanbach gehört“.
1534 wurde unter Ulrich von Württemberg die Reformation in Krummhardt eingeführt; seitdem ist die kleine Kirche ein evangelisches Gotteshaus. Etwa 30 Jahre nach der Reformation bekam Aichelberg einen eigenen Pfarrer. Krummhardt und Schanbach wurden dort eingemeindet.

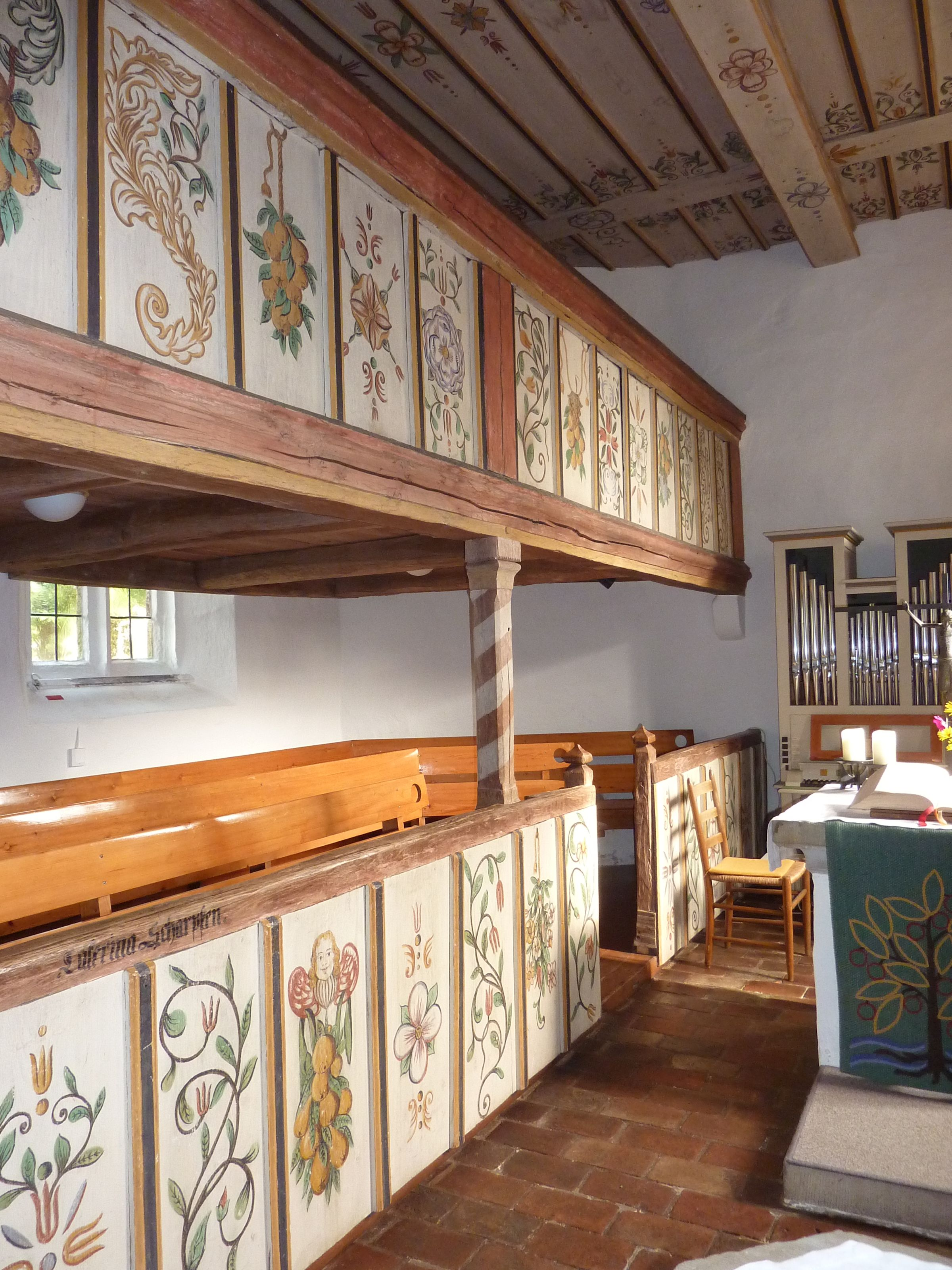
Malereien aus der Barockzeit

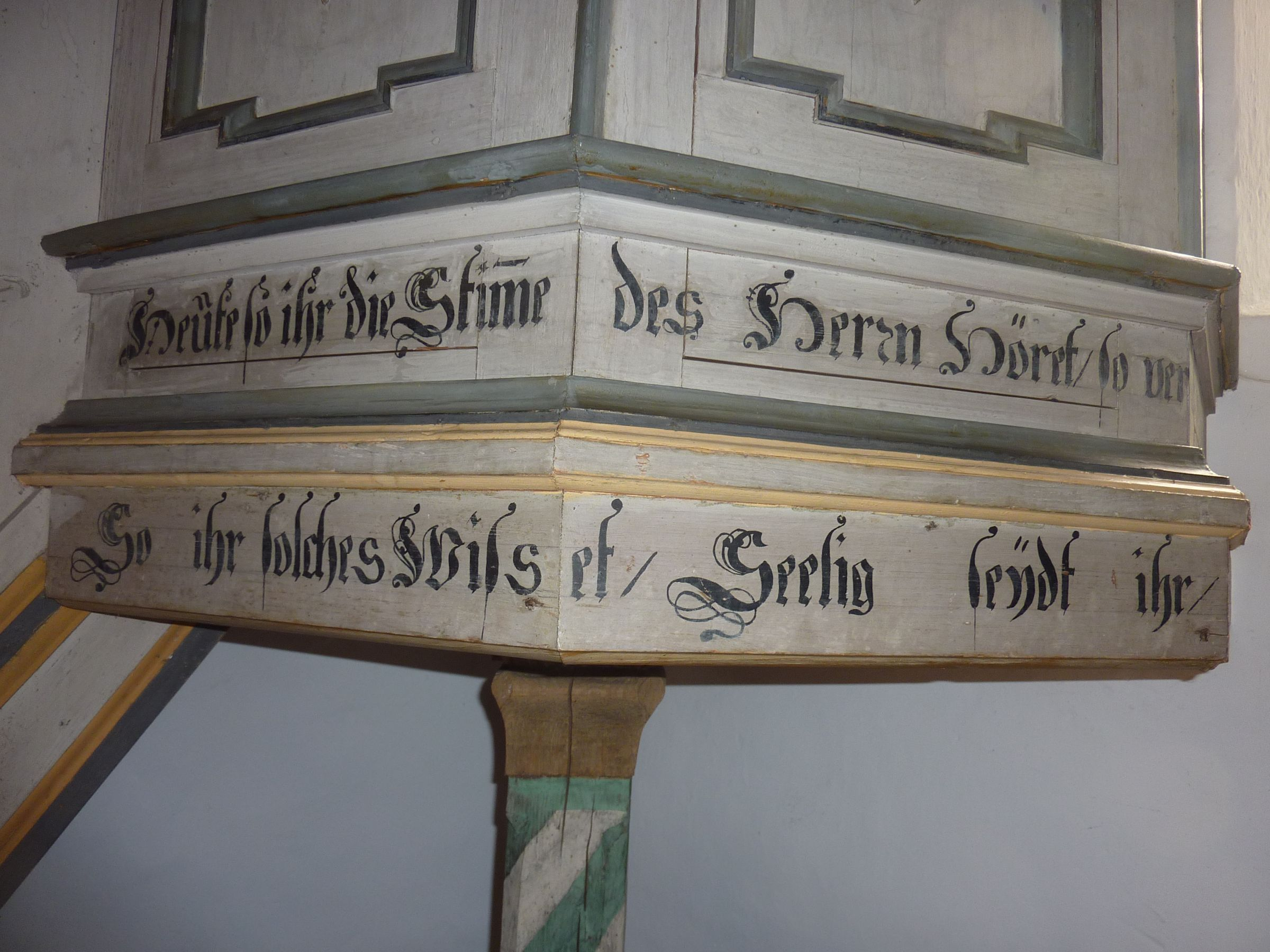
Kanzel (Detail)

Im 18. Jahrhundert wurden Decke, Brüstungen und Kanzel bemalt. Neben Blumen- und Obstmotiven sind auch heitere Gesichter zu erkennen; die Kanzel trägt außerdem Bibelzitate als Aufschriften. Als schönstes bemaltes Stück in der Kirche gilt der Patronatsstuhl des Müllers Jacob Schwilck aus Baach, das bis 1845 kirchlich zu Krummhardt gehörte. Er ist mit einem Mühlrad geschmückt. Ursprünglich unten im Kirchenraum platziert, wurde er auf die Empore gestellt, als die neue Orgel angeschafft wurde.
1878 erfolgte die Anschaffung des ersten Harmoniums für die Kirche, um 1900 wurde ein Wandkruzifix angebracht, das Krummhardter Bürger gestiftet hatten.
Am Vorabend des Kirchweihfestes 1956 stürzte ein Teil des Kirchendaches ein. In der Folge wurde nicht nur das Dach renoviert, sondern auch das Gestühl erneuert und mit einer Heizung versehen. Außerdem wurden die Malereien restauriert und der Glockenstuhl für den Einbau einer zweiten Glocke vorbereitet, die 1963 aufgehängt wurde. Auch ein elektrisches Läutwerk wurde im Zuge dieser Reparaturen und Umgestaltungen eingebaut.
Emil Homolka schuf 1966 ein Bronzekreuz mit Christusgestalt für den Altar. 1986 wurde die alte elektrische Orgel durch einen Orgelneubau als Opus 163 des Orgelbauers Reinhart Tzschöckel in Althütte-Fautspach ersetzt. Die Kleinorgel umfasst 4 1/2 Register auf einem Manual mit geteilten Schleifen. Der Prospekt wurde der restlichen Kircheneinrichtung nachempfunden.
1999 wurde der Vorplatz der Kirche umgestaltet. Zwei alte Akazien, die bis dahin vor der Kirche gestanden hatten, mussten gefällt werden und wurden durch eine Kugelrobinie ersetzt. 2005 wurden Malerarbeiten ausgeführt. 2009 schlossen sich die Kirchengemeinden Aichelberg, Aichschieß-Krummhardt und Schanbach zur Kirchengemeinde Aichwald zusammen. Hinter der Krummhardter Kirche wurde aus diesem Anlass der sogenannte Fusionsbaum, ein Kugelahorn, gepflanzt.

## Glocken
Die ältere Glocke misst 52 cm im Durchmesser und ist auf den Ton g gestimmt. Es handelt sich dabei um die älteste bekannte signierte Glocke Pantlion Sydlers aus Esslingen. Sie trägt die Aufschrift „+ osana. hais. ich. pantlion. sidler. von. eslingen. gos. mich. do. man. zalt. m. cccc. lxxxvii. iar.“ Sie wird als Taufglocke genutzt; 1963 kam die Sterbe- und Vaterunserglocke hinzu, die auf e gestimmt und mit der Aufschrift „Ehre sei Gott in der Höhe“ versehen ist.